# Marian Hussein

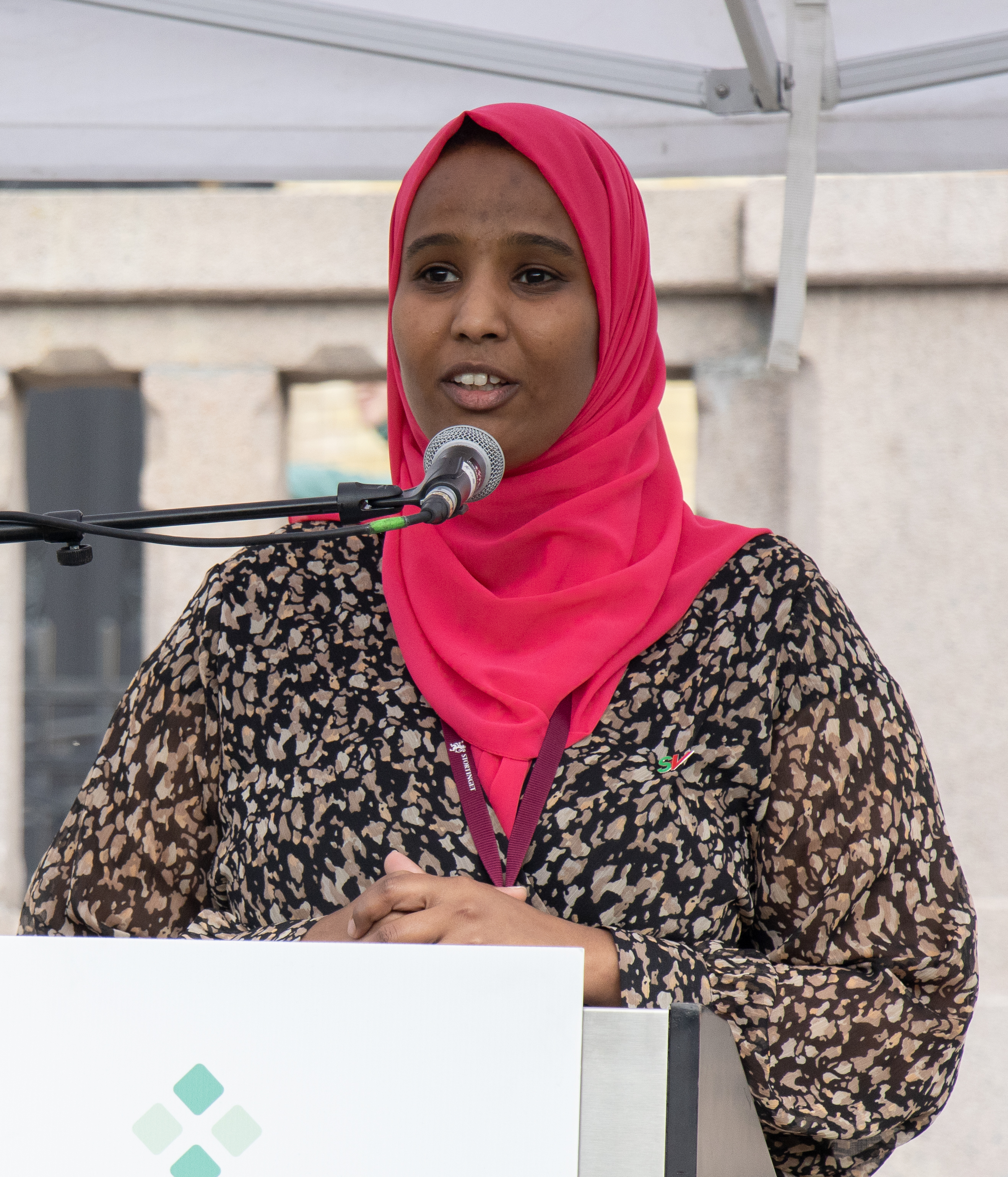
Marian Hussein, 2022

Marian Abdi Hussein (* 24. Juli 1986 in Somalia) ist eine norwegische Politikerin der Sosialistisk Venstreparti (SV). Seit 2021 ist sie Abgeordnete im Storting und seit März 2023 stellvertretende Vorsitzende ihrer Partei.

## Leben
Hussein wurde in Somalia geboren und kam 1997 im Alter von zehn Jahren mit ihrer Mutter und sechs Geschwistern nach Norwegen. Ihr Vater hatte zu diesem Zeitpunkt bereits in Norwegen gelebt. Er starb kurz nach der Ankunft der Familie. In Norwegen lebte Husseins Familie erst einige Monate in der Kommune Os, bevor sie in den Osloer Stadtteil Stovner zog. Marian Hussein arbeitete im Gesundheitswesen und wurde im Laufe der Zeit Mitglied in der Sosialistisk Venstreparti. Bei der Parlamentswahl 2017 wurde sie Vararepresentantin, also Ersatzabgeordnete, im norwegischen Nationalparlament Storting. Als solche vertrat sie im Jahr 2019 erstmals ihren Parteikollegen Petter Eide. Dabei wurde sie die erste Person, die während einer Sitzung am Rednerpult des Parlaments einen Hidschab trug.
Bei der Wahl 2021 zog Hussein erstmals direkt in das Storting ein. Dort vertritt sie den Wahlkreis Oslo und wurde Mitglied im Gesundheits- und Fürsorgeausschuss. Sie wurde die erste direkt ins Parlament gewählte Person mit afrikanischen Vorfahren. Im März 2023 setzte sie sich in einer Kampfabstimmung um den SV-Vizevorsitz mit 114 zu 101 Stimmen gegen ihren Parteikollegen Lars Haltbrekken durch. Sie folgte auf dem Posten ihrer Parteikollegin Kirsti Bergstø, die neue Parteivorsitzende wurde.